# Рожнівка (зупинний пункт)
Рожні́вка — пасажирський залізничний зупинний пункт Полтавської дирекції Південної залізниці.
Розташований на лінії Курінь — Прилуки між роз'їздом Більмачівка (7 км) та станцією Ічня (13 км) у селі Рожнівка Ічнянського району Чернігівської області.
Відкрита 1932 року.
Станом на березень 2020 року щодня три пари дизель-потягів прямують за напрямком Бахмач-Пасажирський/Варварівський — Прилуки.